# メンタリスト シーズン2
『メンタリスト』のシーズン2はアメリカ合衆国のCBSで2009年9月24日から2010年5月にかけて全23話が放送された。日本では2011年5月18日からスーパー!ドラマTVで放送された。CBSはこの番組を火曜日の午後9時から木曜日の午後10時に移した。シーズン2の製作はCBSによって2009年5月に決定された。イギリスではFIVEで2010年2月19日から毎週金曜日午後9時に放送された。

## 登場人物と配役
括弧内は日本語吹き替え担当

### メイン
- パトリック・ジェーン
  - 演：サイモン・ベイカー（郷田ほづみ
- テレサ・リズボン
  - 演：ロビン・タニー（加納千秋）
- キンボル・チョウ
  - 演：ティム・カン（喜山茂雄）
- ウェイン・リグスビー
  - 演：オウェイン・イオマン（江川央生）
- グレース・ヴァンペルト
  - 演：アマンダ・リゲッティ（斉藤佑圭）

### リカーリング
- ヴァージル・ミネッリ
  - 演：グレゴリー・イッツェン（秋元羊介）- 7エピソード
- サム・ボスコ
  - 演：テリー・キニー（田中正彦）- 6エピソード; 1–3, 6–8
- マデリーン・ハイタワー
  - 演：アーンジャニュー・エリス（石塚理恵）- 6エピソード; 17–20, 22–23
- レベッカ・アンダーソン
  - 演：シャウナ・ブルーム（小林美奈）- 3エピソード; 2, 7–8
- パット検視官
  - 演：ジョネル・ケネディ（英語版） - 3エピソード; 6, 8–9
- クリスティーナ・フライ
  - 演：レスリー・ホープ - 2エピソード; 22–23

### ゲスト
- ウォルター・マッシュバーン
  - 演：カリー・グレアム（英語版）「レッドライン」
- アンディ・バーンサイド保安官
  - 演：ニック・サーシー「赤いメール」
- ハンク・ドレイバー
  - 演：ジョン・カペロス（英語版）「ブラッド・マネー」
- ホリス・ダニンガー
  - 演：ラファエル・スバージ「贖罪」
- ウォルター・クルー
  - 演：ポール・マイケル・グレイザー「緋文字」
- フォン・マクブライド
  - 演：マーク・ペルグリノ「赤い脅迫」
- ヴィクトリア・アブナー
  - 演：フランシス・フィッシャー「赤い恐怖」
- フィリップ・レイミー
  - 演：ロン・カナダ「赤い恐怖」
- ロディ・ガーバー
  - 演：エリック・ラディン（英語版）「ラメと赤い血」
- ヴェローナ・ウェストレイク
  - 演：メレディス・モンロー（英語版）「熱血」
- フィル・レドモンド
  - 演：ケヴィン・サスマン「バラ色のメガネ」
- テレンス・バダリ
  - 演：グレゴリー・スポールダー「バラ色のメガネ」
- ブレット・パートリッジ
  - 演：ジャック・プロトニック（英語版）「夜明けの赤い空」
- ブレット・スタイルズ
  - 演：マルコム・マクダウェル「赤い血だまり」
- ブレンダ・シェトリック
  - 演：レベッカ・ウィソッキー「血を流すハート」
- メルバ・ウォーカー・シャノン
  - 演：シャロン・ローレンス（英語版）「血を流すハート」
- クリフ・エドマンズ
  - 演：ジョージ・ニューバーン（英語版）「コード・レッド」
- オリヴァー・マクダニエル
  - 演：エヴァン・ピーターズ「赤い鼻の恐怖」
- カルメン・レイエス
  - 演：メリッサ・ファメロ「赤いメール」

## エピソード
| 通算 話数 | シーズン 話数 | タイトル                                    | 監督                         | 脚本                                                  | 放送日         | 製作 番号 | 全米視聴者数 (百万人) |
| --- | ------------- | ------------------------------------------- | ---------------------------- | ----------------------------------------------------- | -------------- | --------- | --------------------- |
| 24 | 1             | "贖罪" "Redemption"                         | クリス・ロング               | ブルーノ・ヘラー                                      | 2009年9月24日  | 3X5351    | 15.07                 |
| ミネッリは、テレサ・リズボンとパトリック・ジェーンが事件に近すぎると考えてレッド・ジョン事件の捜査をサム・ボスコ捜査官に担当させる。そこでジェーンは「あと1つの事件」を解決し、その後CBIを辞めることを決意する。彼らは、雇い主から100万ドルを盗んだと非難された後、窒息死体で発見された女性の殺人事件を捜査する。しかし、彼女が貧困状態で暮らしており、高額な癌治療を無料で受けた息子や、現金で家計の支払いをするようになった娘など、家族と疎遠になっていた事実から、チームは疑念を抱く。ジェーンはCBIに残留することに同意する。 |               |                                             |                              |                                                       |                |           |                       |
| 25 | 2             | "緋文字" "The Scarlet Letter"               | チャールズ・ビーソン         | トム・セントジョルジ                                  | 2009年10月1日  | 3X5352    | 15.75                 |
| CBIのチームが州上院議員のインターン兼補佐官で、上院議員の夫と不倫関係にあったと噂されていたクリスティン・マーリー殺害の捜査をするために呼び出される。リスボンは精神科医の診察に3回連続で遅刻し、自分が大丈夫だと説得しようとしている。一方、サム・ボスコとそのチームを監視しているジェーンは、ボスコがレッド・ジョン事件で新たな情報を発見したかどうかを突き止めようとし、その一方でCBIの現在の事件の殺人犯を24時間以内に特定できると自慢している。ジェーンはボスコのオフィスに盗聴器を仕掛ける。 |               |                                             |                              |                                                       |                |           |                       |
| 26 | 3             | "血塗られたバッジ" "Red Badge"              | エリック・ラニューヴィル     | アシュリー・ゲイブル                                  | 2009年10月8日  | 3X5353    | 14.70                 |
| リズボンは5週間経ってもカウンセリングに通い続けており、精神科医のカルメン医師がまだ退院を認めてくれないことに憤慨している。CBIは匿名の殺人事件の通報を受け、チームはリズボンが数年前、サム・ボスコと組んでいた時に逮捕した、ウィリアム・マクティアという名の児童性的虐待犯の遺体を発見する凶器にリズボンの指紋が見つかり、殺人事件の夜の記憶が曖昧なたため、すぐに第一容疑者とされる。嘘発見器による検査で、彼女は強い欺瞞の念を抱いていることが判明し、ミルトン・ハワードに対する証言のために出廷しようとしたまさにその時、ミネリは彼女を停職処分にする。その後、彼女はなぜその夜の出来事を思い出せないのか理解できず、ひどく落ち込んでしまう。パトリックは彼女に記憶を取り戻させようと催眠術をかけ、彼女がその夜の出来事を一切思い出せないのは薬を飲まされていたためだとすぐに気づく。ジェーンとリズボンはオフィスで、リズボンを狂わせる演技を披露する。ミネリはリズボンの精神状態を心配し、カルメン医師に自宅を訪ねるよう依頼する。リズボンを落ち着かせようとしながら、ミネリはマクティアの犯行現場を案内し、犯人だけが見ていたであろう光景を偶然に明かしてしまう。ジェーンは、カルメン医師がミルトン・ハワードからマクティア殺害の依頼を受けていたこと、そしてリズボンがマクティアに不利な証言をするのを阻止し、彼女のキャリアを台無しにすることで復讐するためだったことを説明する。カルメン医師は精神科の診察で、リズボンのコーヒーに徐々に薬を混ぜ、火曜日にはその晩の記憶を失わせるためにさらに薬を追加していた。 |               |                                             |                              |                                                       |                |           |                       |
| 27 | 4             | "赤い脅迫" "Red Menace"                     | ノベルト・バーバ             | レナード・ディック                                    | 2009年10月15日 | 3X5354    | 15.08                 |
| CBIのチームは、唯一の顧客がカリフォルニアで最も強力で悪名高いバイクギャング団の一つ、シナー・セインツである弁護士ゴードン・ホッジの路上殺人事件を捜査する。ゴードンは良識ある市民ではなく、麻薬所持で逮捕され、ギャング団のボスであるフォン・マクブライドの恋人コンスタンスと不倫関係にあった。捜査チームはフォン・マクブライド、不倫関係を知っていたゴードンの妻のコンスタンス、父親を憎むゴードンの息子、そしてマクブライドに兄を殺され、ゴードンによって無罪放免にされた復讐に燃えるフェリシア・ガスリーなどの多数の容疑者を発見する。 |               |                                             |                              |                                                       |                |           |                       |
| 28 | 5             | "赤い恐怖" "Red Scare"                      | レスリー・リンカ・グラッター | ケン・ウッドラフ                                      | 2009年10月29日 | 3X5355    | 15.53                 |
| CBIのチームは、ベックワース邸の裕福な新所有者がその邸宅で発見された事件を捜査するために呼び出される。被害者とその妻は邸宅を修繕するつもりで購入したが、感傷的な前所有者は恨みを募らせていた。地元の副保安官と他の目撃者たちは、ウォルター・ベックワースの幽霊が邸宅に現れ、新所有者を殺害したと信じており、捜査は幽霊の存在についての議論を巻き起こします。ジェーンは、幽霊は実はベックワースが客をもてなすために邸宅に仕掛けたシステムによって作り出された幻影だったことを突き止め、さらに邸宅には犯人が利用した可能性のある秘密の通路が多数あることを指摘する。ジェーン率いるCBIチームと他のメンバーは、邸宅に隠されているとされる宝物を探そうとするが、代わりに謎に遭遇する。殺人犯（元所有者の嫉妬深い甥）は、宝物を探すため、再び屋敷に忍び込むよう仕向けられ、到着したCBIに逮捕される。ジェーンは、謎かけは自分で書いたものだと明かす。ヴァンペルトとリグスビーはこのエピソードで親しくなり、ついに互いの気持ちを打ち明ける。 |               |                                             |                              |                                                       |                |           |                       |
| 29 | 6             | "ラメと赤い血" "Black Gold and Red Blood"   | ロッド・ハーディ             | ブルーノ・ヘラー                                      | 2009年11月5日  | 3X5356    | 16.21                 |
| 殺人事件の捜査中、ボスコはレッド・ジョン事件を追跡するためにジェーンが彼のオフィスに仕掛けた盗聴器を発見し、ジェーンを逮捕する。ボスコは、告訴しない代わりにCBIを辞職するようジェーンに要求するが、刑務所での生活は素晴らしい新しい経験になると判断したジェーンは、ボスコのチームとレッド・ジョン事件をスパイした容疑でボスコに告訴され、喜んで郡刑務所に赴く。しかし、独房にいながらも、ジェーンはリスボンのチームの捜査に協力し、刑務所内で電話を使って一連の出来事を巧みに操作し、CBIが石油掘削予定地が保護種の生息地であることを知っていたために殺害された若い男の殺人事件の解決へと繋げる。犯人を突き止めたジェーンは犯人と共に脱獄し、犯人を騙して自白させる。逃亡の容疑がさらにかけられたジェーンは、リスボンにボスコの愛情という自分の影響力を使って、ジェーンへの告訴を取り下げるよう説得するよう促す。ジェーンは、リスボンとボスコの関係における力関係の不均衡は、二人がパートナーだった頃、ボスコが殺人犯を殺害した際にリスボンが彼を庇った事件に起因していると推測する。ボスコがジェーンをこれ以上追及するようなら、この件を暴露するとジェーンは脅す。動揺したボスコは、その申し出を受け入れる。 |               |                                             |                              |                                                       |                |           |                       |
| 30 | 7             | "熱血" "Red Bulls"                          | デヴィッド・M・バレット      | トム・セントジョルジ                                  | 2009年11月12日 | 3X5358    | 16.17                 |
| 手がかりを追うボスコのチームがリズボンの現場の1つに行き当たり銃撃戦になりかけて、2つの別々の事件が重なった時に、ミネッリはボスコとリズボンのチームに対して、裕福な女性の妹が誘拐された事件の捜査で協力し、犯罪を解決するよう命じる。CBIが犯人捜しに奔走する中、2つの異なる捜査手法が衝突し始め、チームメンバーの間に緊張が走る。ボスコはジェーンと協力することに抵抗を覚え、ジェーンが仲間の評判を落としていると考える。容疑者を追跡中にヴァンペルトが撃たれ、ボスコのチームのメンバーを撃とうとした容疑者をリグスビーが射殺する。身代金の支払期限が迫る中、ジェーンは誘拐事件への内部関係者の関与に気づき、その関係者は実は乳母だった。チームはジェーンが犯人に電話をかけた後で彼女を見つけ出し、その番号をたどってある家に到着し、女性を救出するのに間に合う。誘拐事件におけるジェーンの協力に対し、ボスコはジェーンが貴重な視点を提供していることを認め、レッド・ジョン事件についても意見を求める。 |               |                                             |                              |                                                       |                |           |                       |
| 31 | 8             | "彼の赤い右腕" "His Red Right Hand"         | クリス・ロング               | アシュリー・ゲイブル                                  | 2009年11月19日 | 3X5359    | 15.85                 |
| リスボン率いるチームがCBI本部に到着し、緊急のブリーフィングのためにボスコのオフィスに入ると、そこでボスコのチームメンバー2人が死亡し、ボスコ自身も負傷して重体となる致命的な銃撃事件が発生していたことが判明する。捜査が始まると、パトリックはチームが捜査していた最近の殺人事件とレッド・ジョンの関連性に気づき、チームは急いで被害者の職場へ向かうが、そこでボスコのチームの3人目のメンバーがレッド・ジョンに殺害された死体を発見する。レッド・ジョンが綿密に計画された一連の襲撃の背後にいたことが明らかになり、これらの襲撃はボスコがレッド・ジョンの被害者の行方不明の遺体発見の捜査中に、悪名高い連続殺人犯の特定に危うく至ったことがきっかけだったことが判明する。遺体はレッド・ジョン自身が残した法医学的証拠によって移動・隠蔽されていたことが判明する。しかし、チームが現場に到着した時には、CBI捜査官を装った何者かが遺体を回収し、後に事件に関する証拠をすべて破壊したため、被害者の遺体回収には間に合わなかった。証拠を回収したのはボスコの秘書のレベッカで、ボスコとそのチームを撃った犯人でもあったことが判明する。リズボンはボスコの病室を訪れ、彼女が彼を仕留める直前に彼女を逮捕する。ボスコは息を引き取る直前、リズボンに愛を告白し、ジェーンがレッド・ジョンを見つけられるよう祈る。ジェーンはレベッカを尋問し、なぜボスコとそのチームを殺したのかを問い詰める。レッド・ジョンを見つけられそうになっていたことが原因のように見えるが、レベッカはボスコのチームが排除された本当の理由は、レッド・ジョンがジェーンに事件の捜査を続けさせ、最終的に解決させようとしていたためだと認める。その後、レベッカは拘留中に毒を盛られ死亡する。ミネッリは一週間の出来事に動揺し、引退を決意する一方、リグスビーとヴァンペルトの関係はより真剣なものとなる。 |               |                                             |                              |                                                       |                |           |                       |
| 32 | 9             | "ルビーより高し" "A Price Above Rubies"     | チャールズ・ビーソン         | ヨーガン・マホニー                                    | 2009年12月10日 | 3X5360    | 16.37                 |
| CBIの資金調達のためのフォーマルなパーティに参加していたカール・ワード（裕福な宝石商で、CBIのスポンサーであるエスター・ドーヴァートンの夫）が宝石店で強盗に遭い、射殺されそうになる。カールは偽名を使っており、前科もあったことが判明し、第一容疑者となる。しかし、防犯カメラに金庫破りのドイル・マーフィーの姿が映っていたため、ジェーンとリズボンは二人の繋がりを探る。彼らは、エスターの甥の一人が、リハビリ施設でマーフィーのスポンサーだったことを知る。CBIのチームはエスターの誘拐を偽装し、甥のトム・ドーヴァートンを騙して、誘拐犯だと信じている人物と電話で話させ、罪を認めさせる。トムは拘束され、エスターの夫は病院で回復する。エピソードを通して、リグスビーとヴァンペルトは、自分たちの交際を公表すべきかどうかで葛藤する。 |               |                                             |                              |                                                       |                |           |                       |
| 33 | 10            | "炎の剛速球" "Throwing Fire"                | マーサ・ミッチェル           | ジョン・マンキウィッツ                                | 2009年12月17日 | 3X5357    | 15.77                 |
| CBIのチームは、自宅の枯山水で遺体で発見された元プロ野球選手バーニー・スループの殺害事件を捜査する。被害者は野球アカデミーの創設者で、将来有望な若手野球選手のスカウトとトレーニング施設として自ら設立した。捜査中、ジェーンは野球のボールが頭にあたり意識を失い、その後、父アレックスと舞台で共演していた過去の記憶がフラッシュバックし、“超能力”の兆候が現れる。CBIのチームは、被害者の元妻やビジネスパートナーのフレディなど、被害者の親しい関係者数名に事情聴取を行う。チームの選手の一人がアカデミーに通うには年齢制限を超えていたため、父親がフレディに通常の2倍の授業料を支払っていたことが明らかになる。スループがこれを知った後、その選手の父親は、息子の将来を台無しにすることを阻止するため、スループを殺害する。 |               |                                             |                              |                                                       |                |           |                       |
| 34 | 11            | "バラ色のメガネ" "Rose-Colored Glasses"     | ダン・ラーナー               | レナード・ディック                                    | 2010年1月14日  | 3X5361    | 15.38                 |
| CBIチームは、夫セルビーの高校15周年同窓会に向かう途中で殺害されたセルビーとジャナ・ヴィッカーズ夫妻の二重殺人事件を捜査する。CBIチームは情報収集のため同窓会に出席する。ジェーンはすぐに、セルビーは高校時代にデレク・ローガンに残酷ないたずらを仕掛けており、ローガンは何年も姿を消していたという高校時代のライバル関係との関連性を発見する。リグスビーはデレク・ローガンに扮して潜入捜査を行い、同窓会の出席者は彼の出席に驚きを隠せない。ローガンの元同級生、L.J.とウィラは、リグスビーが復讐のために同窓会に来たと告げると、ひどく不安になる。リズボンとジェーンはウィラの後を追って部屋を出て、彼女の「トロフィー」写真を見つけ、セルビーが彼女の指示でいたずらを仕掛けたことを知る。セルビーが、彼女の予定されていた全国トーク番組を危険にさらすために彼女を脅迫し始めた後、ウィラはヴィッカーズ夫妻を殺害することを決意した。 |               |                                             |                              |                                                       |                |           |                       |
| 35 | 12            | "血を流すハート" "Bleeding Heart"           | ノベルト・バーバ             | エリカ・グリーン・スワフォード                        | 2010年1月21日  | 3X5362    | 14.56                 |
| ジェーンとCBIのチームは、セントラルバレーの大規模グラントン・ビル開発の起工式典中に、市長が誤って遺体を掘り起こしたことから、被害者の市長補佐官でメディア対応担当のマーサ・セントクレア殺人事件の捜査を任される。ジェーンは、市長メルバ・ウォーカー・シャノンと彼女の個人秘書ウィルソンを激怒させ、特にCBIのチームが、開発業者から市長への不正な裏工作を暴いたことで、事態はさらに悪化する。この事件はメディアと地元のエコテロリストの注目を集め、容疑者の一人は、エコ戦士たちの覆面リーダー（仮名ジャスパー）である。記者のマイク・ブリュースターは、チームの作業を監視し、スタッフにインタビューする任務を負うが、当初は協力的な対応をされない。しかしジェーンは、和解を決意し、彼と親しくなろうとする。ところが、ブリュースターと外出中にジャスパーに誘拐されてしまう。ジャスパーはジェーンに自分が殺人犯ではないと告げるが、ジェーンは彼が市長の秘書として潜入捜査していたウィルソンであることを暴く。ジェーンが救出された後、リスボンはブルースターに容疑者を監視する様子を観察させるが、その代わりにジェーンがブルースターがマーサが市長の腐敗を暴露する記事を書けば彼のキャリアを築くことができたにもかかわらず、その事実を彼に隠していたため、彼女を殺したという驚くべき告白をする。その後、リグスビーとヴァンペルトは、CBIチームに二人は恋人同士という重大発表をするが、これまではリズボン以外の全員が知っていたのに、今やリズボンも二人が規則違反を犯していることを正式に知ることになり、これが問題を引き起こす。 |               |                                             |                              |                                                       |                |           |                       |
| 36 | 13            | "レッドライン" "Redline"                    | ビル・デリア                 | ジョーダン・ハーパー                                  | 2010年2月4日   | 3X5363    | 14.68                 |
| ジェーンとCBIチームは、高級車ディーラー「ゼニス・モーター・ギャラリー」のベントレーのトランクから若い営業ウーマン、リセル・ダグラスの遺体が発見された事件を捜査する。ディーラーでは営業成績トップが賞を得て、最下位は解雇される厳しい競争があり、リセルは富裕な男性客に人気だった。恋人の貧乏ミュージシャン、スパーホークは容疑者となるが、やがてフェラーリで轢き殺されたことが判明し、彼は無関係とわかる。ジェーンは、病欠中のトップ営業マン、キンジーのランチ（ビーフ・バーリー・スープ）を手掛かりに、次席営業マンのイライアスに目をつける。イライアスはキンジーの成績を落とすためランチに毒を盛っていたところをリセルに目撃され、告発を恐れて彼女を殺害したのだった。ジェーンは心理戦で真相を引き出し、事件は解決する。一方、リグスビーとヴァンペルトの秘密の交際について、リズボンは「職場で関係を表に出さない限り報告しない」と条件付きで容認する。 |               |                                             |                              |                                                       |                |           |                       |
| 37 | 14            | "ギャングの血" "Blood In, Blood Out"        | ジョン・ポルソン             | ケン・ウッドラフ                                      | 2010年2月11日  | 3X5364    | 15.86                 |
| チョーは、かつて所属していたギャング「エイボン・パーク・プレイボーイズ」のメンバーで、チョーがギャングに所属していた頃の親友でもあったデビッド・スンの殺人事件の捜査で警察に協力する。ジェーンはチョーの非公式捜査に協力することを強く望み、同行する。 |               |                                             |                              |                                                       |                |           |                       |
| 38 | 15            | "レッドヘリング 〜おいしい罠" "Red Herring" | エリック・ラニューヴィル     | デヴィッド・アップルバウム                            | 2010年3月4日   | 3X5365    | 14.87                 |
| ジェーンとCBIのチームは、ナパバレーのベストシェフ料理コンテストの競技中に毒殺された、著名だが傲慢なシェフ、ジェフリー・バージの殺人事件の捜査を依頼される。 |               |                                             |                              |                                                       |                |           |                       |
| 39 | 16            | "コード・レッド" "Code Red"                 | ジョン・ショウォルター       | ブルーノ・ヘラー                                      | 2010年3月11日  | 3X5366    | 16.02                 |
| 政府の生物兵器研究者アリシア・シーバーグ博士が、自ら研究していた致死性ウイルスに曝露され死亡する。唯一の解毒剤は曝露前にしか効かず、保管庫には4人だけがアクセス可能だった。捜査で網膜認証システムが故障していたことが判明し容疑者が拡大。ジェーンはウイルス盗難を偽装し、犯人が施設外へ逃げようとする行動を利用して追跡。最終的に同僚グリフィス・ウェルクスが、監査を恐れ博士を陥れた犯人として逮捕される。 |               |                                             |                              |                                                       |                |           |                       |
| 40 | 17            | "赤い箱" "The Red Box"                      | クリス・ロング               | ジョン・マンキウィッツ                                | 2010年4月1日   | 3X5367    | 14.11                 |
| ジェーンとCBIチームは家庭教師殺人事件を捜査し、遺体の近くに謎の小さな赤い箱を発見する。これがきっかけとなり、事件は大英博物館から盗まれた貴重な指輪の捜索へと発展していく。一方、リズボンは、新しいボス、マデリン・ハイタワーがCBIの指揮を執り、リグスビーとヴァン・ペルトの関係について不思議な方法で情報を得たことを告げられると不安に駆られる。 |               |                                             |                              |                                                       |                |           |                       |
| 41 | 18            | "赤い水" "Aingavite Baa (Red Water)"        | スティーヴン・ジレンホール   | トム・セントジョルジ & エリカ・グリーン・スワフォード | 2010年4月8日   | 3X5368    | 16.32                 |
| 血まみれで記憶喪失に陥った「ジェーン・ドゥ」が、チョーとヴァンペルトの車の前に現れた。ジェーンは彼女が誰なのか、何が起こったのかを突き止めようと試みる。その過程で、チームは近くの納屋でさらに3体の遺体を発見する。ジェーンは被害者の記憶を取り戻す手助けを引き受ける。CBIは指紋鑑定により、レナード・レイルトンが被害者の1人であることを特定し、手がかりを追ってインディアン居留地へと向かう。他の2人の被害者はハイキング中に、居合わせた場所が悪かった。一方、ハイタワーはリグスビーとヴァンペルトの恋愛関係について問いただす。彼女は2人にその関係を問い詰め、別れるか、どちらかを転勤させるかを選ぶよう指示する。リグスビーはチームを離れることを申し出るが、ヴァンペルトは、苦労して手に入れ、大切にしてきた地位を去る理由になるという重荷を背負いたくないと考え、彼と別れることを選ぶ。 |               |                                             |                              |                                                       |                |           |                       |
| 42 | 19            | "ブラッド・マネー" "Blood Money"            | アダム・ケイン               | アシュリー・ゲイブル & ジョーダン・ハーパー           | 2010年4月22日  | 3X5369    | 14.96                 |
| ケリー・フラワー検事補殺害事件を捜査するCBIチームが、犯人カイル・シルバンが殺し屋であると突き止めるが証拠がない。ヴァンペルトが囮として殺害依頼をし、証拠映像を入手するも違法取得として棄却され、シルバンは釈放。ジェーンの策で彼の秘密の殺人現場を突き止めるが、直後に狙撃で殺害される。真犯人はオーデンタール検事補で、彼が昇進を奪われた恨みから依頼殺人を行ったことをジェーンが法廷で暴露し、事件は解決、リズボンも復職となる。 |               |                                             |                              |                                                       |                |           |                       |
| 43 | 20            | "赤い血だまり" "Red All Over"               | ロクサン・ドースン           | キャロリン・イングバー                                | 2010年4月29日  | 3X5370    | 14.84                 |
| ジェーンとCBIチームは、メディア界の大物であり、裕福なメディア企業のCEOであるザンダー・ハリントンの殺害事件に呼び出される。捜査は、カルト的な宗教団体「ビジュアライズ・セルフ・リアライゼーション・センター」へと繋がる。同センターの指導者ブレット・スタイルズは、自身の団体に関する批判的な記事が掲載されたことで、何らかの恨みを抱いた可能性がある。スタイルズが妻と娘の死について言及すると、ジェーンは動揺する。 |               |                                             |                              |                                                       |                |           |                       |
| 44 | 21            | "赤い鼻の恐怖" "18-5-4"                     | チャールズ・ビーソン         | レナード・ディック & ケン・ウッドラフ                 | 2010年5月6日   | 3X5371    | 14.85                 |
| CBIチームは、右手人差し指を切り取られて射殺された天才数学者ノア・ヴァリキャットの事件を捜査する。彼は日銭を稼ぐ発明家で、妻ダフネと暮らしていた。捜査で、自宅床下の金庫からノアの指とロッカーの鍵が見つかる。ノアは暗号を全て解読可能な「ユニバーサルハック」装置を開発し、完成後に命を狙われたと判明。容疑者の一人オリバー・マクダニエルは施設を抜け出すが、真犯人バンティングが逮捕されるも証拠不足で釈放。装置はダフネの手に渡り、起動すると「妻が私を殺した」と表示。ダフネは孤独と金欲から夫を殺害したと自白。ジェーンは装置をバンティングに渡すが、中身を無効化しており、最後にチェス勝負で彼を打ち負かす。 |               |                                             |                              |                                                       |                |           |                       |
| 45 | 22            | "赤いメール" "Red Letter"                   | ジョン・F・ショウォルター    | ヨーガン・マホニー                                    | 2010年5月13日  | 3X5372    | 14.84                 |
| CBI が、人身売買と闘う非営利団体のカリスマ的な代表であり、慈善活動のトップでもあるヘクター・ブラバの殺人事件の捜査を行っているとき、ジェーンは、超能力者とされるクリスティーナ・フライと再会する。 |               |                                             |                              |                                                       |                |           |                       |
| 46 | 23            | "夜明けの赤い空" "Red Sky in the Morning"   | クリス・ロング               | ブルーノ・ヘラー                                      | 2010年5月20日  | 3X5373    | 15.22                 |
| CBIチームが、レッド・ジョンの模倣犯による殺人事件の捜査に乗り出す。その模倣犯は、学生が殺害される様子を捉えたスナッフフィルムをインターネットに投稿していた。ジェーンはハイタワーに対し、彼の霊能者の友人であるクリスティーナ・フライに事件の捜査を依頼しないよう説得する。しかし、フライは本物のレッド・ジョンに接触し、テレビに出演して接触を図ったことで、深刻な危険にさらされる。彼女の行動は、レッド・ジョンがクリスティーナを誘拐し、模倣犯からジェーンを救出するという、彼女とジェーン双方にとって悲惨な結果をもたらす。 |               |                                             |                              |                                                       |                |           |                       |

## 国際的な評価
イギリスでは、シーズン2は木曜日の午後9時にFIVEで放送された。シリーズは2010年2月19日から放送され、2010年7月23日に終了した。全23話の平均視聴者数は310万人で、「赤い脅威」が最も多く317万人の視聴者を集め、「赤い水」は209万人の視聴者で最低だったが、この回はより遅い午後10時の放送だった。

## DVDの発売
シーズン全23話は、6枚組の「コンプリート・セカンドシーズン」セットに収録された。これはリージョン1では2010年19月21日、リージョン2では2010年11月8日、リージョン4では2010年11月10日に発売された。
特典映像として未放送シーンに加え、「メンタリズム：サブリミナルアート」や「クリス・ロングによるメンタリストの芸術」といった特集も収録されている。